# Lappach (Sankt Wolfgang)
Lappach ist ein Gemeindeteil von St. Wolfgang und eine Gemarkung im oberbayerischen Landkreis Erding.

## Lage
Das Kirchdorf liegt zwischen den Ortsteilen St. Wolfgang, Großschwindau sowie den Gemeinden Isen und Lengdorf auf dem Hügelkamm westlich des Goldachtals und reicht bis in das benachbarte Lappachtal.

## Geschichte
Lappach gehörte historisch zur Grafschaft Haag und später zum Landkreis Wasserburg am Inn. Es wurde am 1. April 1971 nach St. Wolfgang eingemeindet und gehört wie diese Gemeinde seit dem 1. Juli 1972 zum Landkreis Erding. Lappach ist mit der Gemarkung Tann flächenmäßig der größte Gemeindeteil St. Wolfgangs.
Zu Lappach zählten bis 1971 insgesamt 32 Siedlungen, die sich auf einer Fläche von 991,45 Hektar verteilten: neben dem Kirchdorf Lappach die Weiler Herrnberg (ehemaliger Adelssitz), Holz, Schönfleck, Semmelhub, Sollach und Unterthalham sowie die Einöden Angerl, Baumgarten, Bergham, Bichl, Endgassen, Erlach, Freundl, Haberstätt, Hackl, Hankl, Hochreit, Hodersberg, Holz am Berg, Kaltenbrunn, Kirchstätt, Lehen, Loh, Misthilgen, Oberthalham, Pumpernudel, Rabeneck, Reschenberg, Seebäck, Weinhub und Weinthal.
Zum 31. Dezember 2011 hatte Lappach 399 Einwohner. 1961 zählte Lappach 347 Einwohner. Siehe auch die Entwicklung der Einwohnerzahl von St. Wolfgang.
Baudenkmäler sind für Bergham, Bichl, Herrnberg, Holz, Kirchstätt, Lappach, Semmelhub und Sollach nachgewiesen. Siehe Liste der Baudenkmäler in Sankt Wolfgang (Oberbayern).
Der gleichnamige Ortsteil von Dorfen, der nur wenige Kilometer entfernt liegt, wird allgemein als Lappach bei Dorfen bezeichnet.

## Kirche St. Remigius
Die St. Remigius in Lappach war eventuell ursprünglich ein romanisches Bauwerk. Es wurde vermutlich im Ochsenkrieg 1421–1424 zerstört. Zwischen 1430 und 1490 wurde an dieser Stelle ein gotischer Backsteinbau mit bemerkenswertem Netzgewölbe errichtet. Der Spitzhelmturm wirkt wie ein kleiner, stark erschlankter Bruder des St. Wolfganger Kirchturms. Das Innere der Kirche ist mit gotischen Fresken ausgestattet, die bei der letzten Kirchenrenovierung freigelegt wurden.
Neben der Kirche befindet sich der Gemeindefriedhof. Im Gemeindeteil St. Wolfgang lassen Grundwasser und Bodenverhältnisse keinen Friedhof zu. Weitere Friedhöfe in kirchlicher Trägerschaft befinden sich in Schönbrunn, Großschwindau und Pyramoos.

## Herrgott in der Feichten

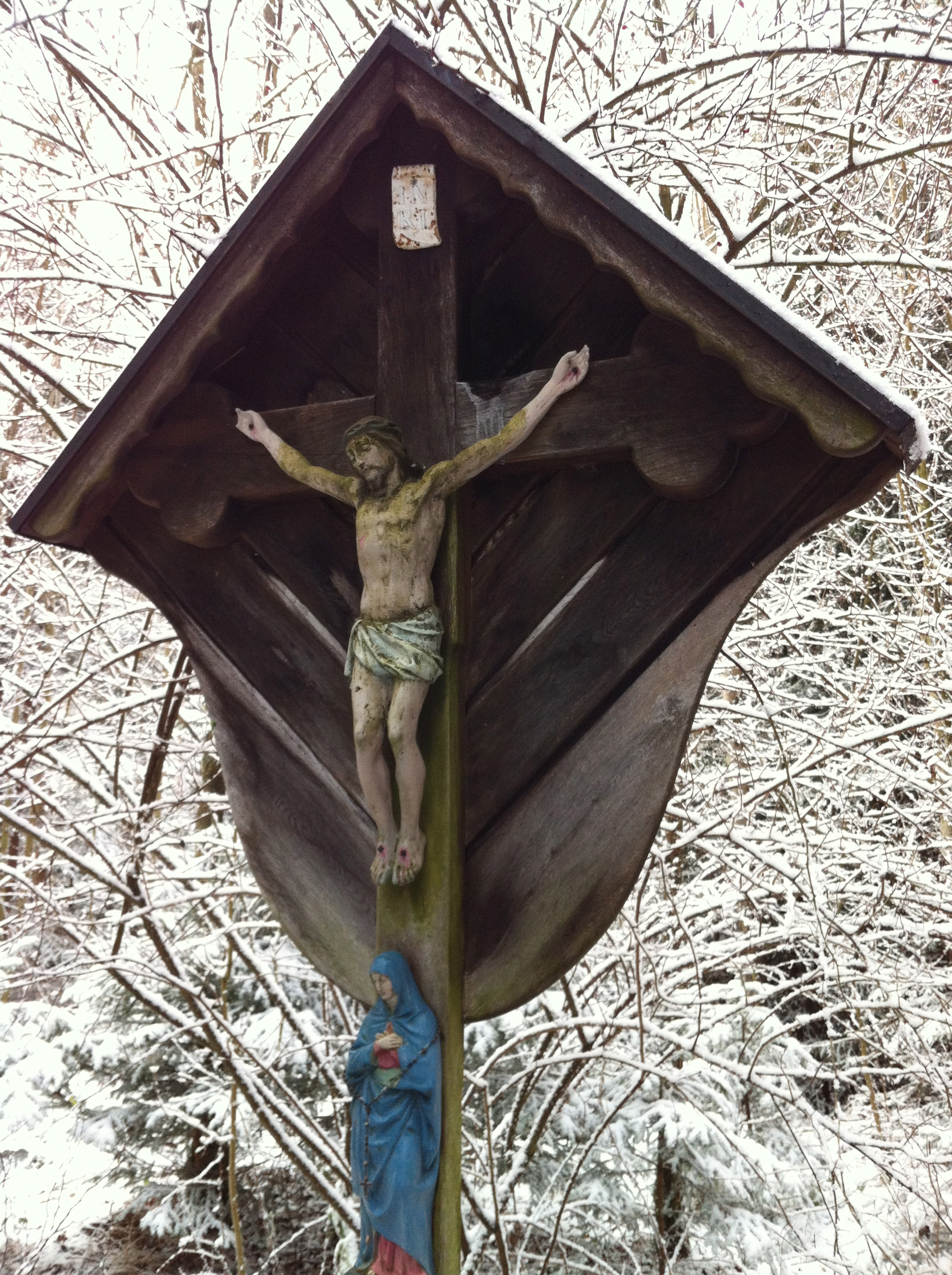
Marterl Herrgott in der Feichten

Eine weitere Besonderheit ist das Marterl Herrgott in der Feichten, das sich im Staatsforst südlich von Lappach befindet. Laut Überlieferung suchte eine auf Krücken angewiesene Frau dort vor rund 100 Jahren in einer Gewitternacht Schutz unter einer großen Fichte. Ihre Gebete sollen erhört worden sein, so dass die Frau am nächsten Morgen ihre Krücken an den „Feichtenbaum“ hängen und gesund nach Hause zurückkehren konnte. Als Dank für wundersame Heilung ließ die Frau ein großes Loch in die Fichte bohren und einen geschnitzten Christuskörper (ohne Kreuz) anbringen, der später durch eine Muttergottes ersetzt wurde. Nach dem Fällen der Fichte wurden dort ein großes Kreuz und eine Gebetsbank aufgestellt. Im Jahr 1990 blieb das Kreuz im Orkan Wiebke inmitten umgestürzter Bäume aufrecht stehen.